# W・M・ケック天文台

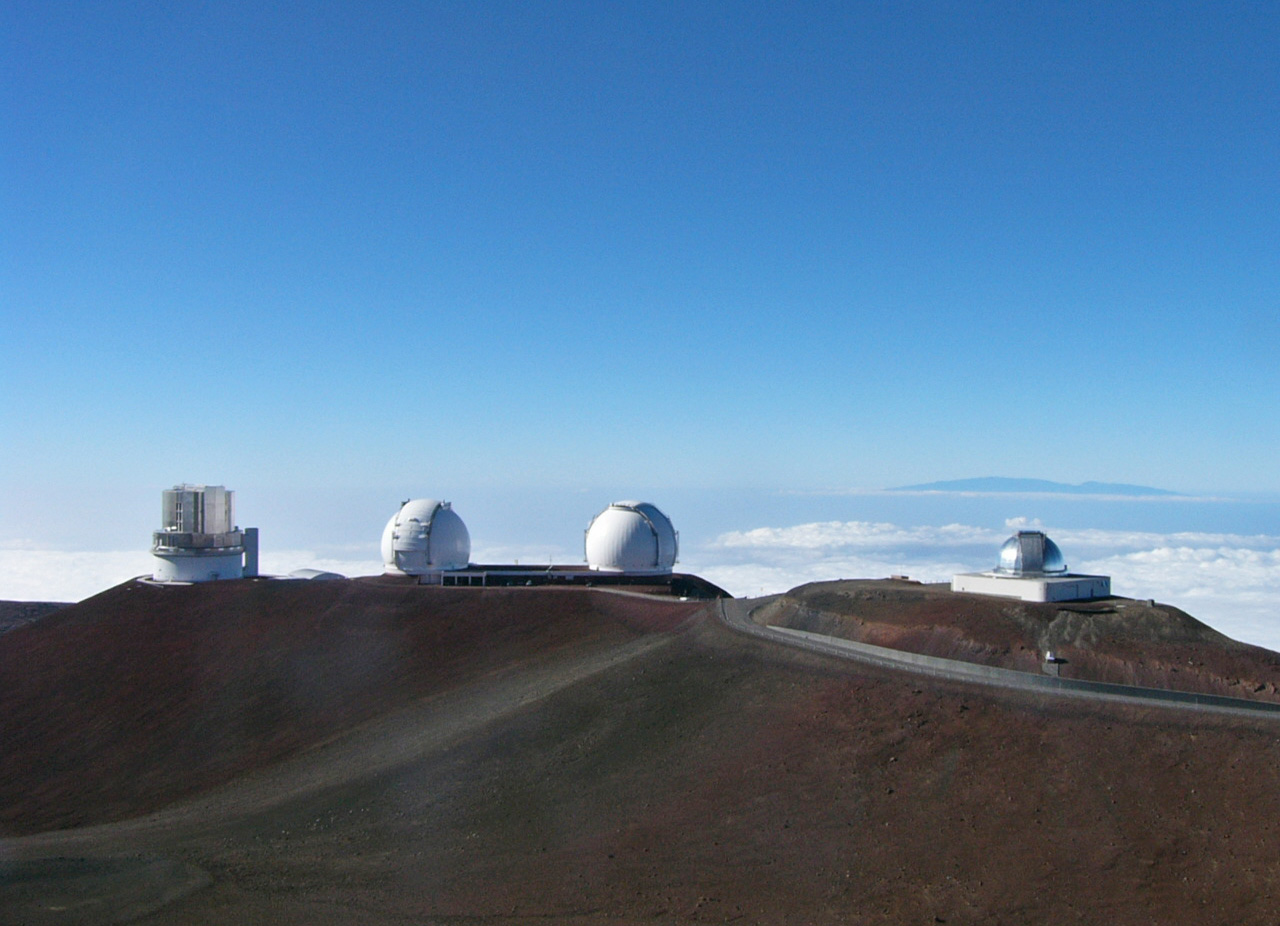
左から2番目と3番目がケック天文台。左端はすばる望遠鏡、右端はIRTF。

ケック天文台（ケックてんもんだい、Keck Observatory）は、ハワイ島マウナケア山頂天文台群にある天文台。10m光学近赤外線望遠鏡を2基保有し、数多くの天文学的発見をしている。隣は日本のすばる望遠鏡。

## 名称の由来
この天文台の名称は、アメリカ合衆国の実業家であったウィリアム・マイロン・ケック（w:William Myron Keck）に由来する。石油で財をなした彼が1954年に創立したW・M・ケック財団から1億4000万ドル以上の寄付を受けて建設された。

## 天文台の運営
カリフォルニア天文学研究協会 (California Association for Research in Astronomy) が行っている。2基の望遠鏡からなるため、相互の望遠鏡間によって、光赤外干渉計としても活用が可能である。同様の望遠鏡としては、ヨーロッパ南天天文台に設置されているVLT (Very Large Telescope) がある。
天文台は、望遠鏡及び観測装置ならびに制御装置を収めたマウナ・ケア頂施設とハワイ島のワイメア（郵便はカムエラ）にある本部事務所からなる。望遠鏡及び観測装置については、以下に記載する。

## 望遠鏡の構造

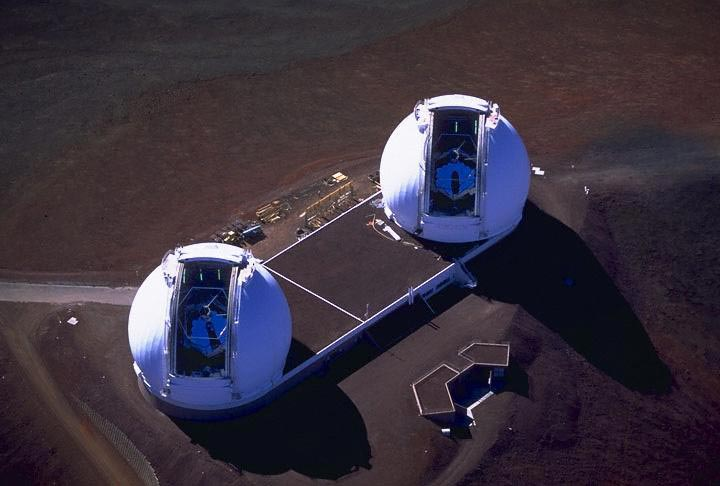
ケックIとケックII

### 諸元
- ケックI望遠鏡--1993年ファーストライト
- ケックII望遠鏡--1996年ファーストライト
- 光学分解能 0.4秒から0.04秒
- 観測領域　近赤外から可視光
- 主鏡焦点距離 17.5m （F比：1.75）
- 望遠鏡架台：経緯台（経緯儀式とする場合もある）

### 説明
有効口径10m（正確には、9.62m）を単一鏡で実現することは、大変難しいため、対角線1.8m、厚さ75mm、重さ400kgの正六角形の低膨張ガラスを36枚繋いで、有効口径10mとした主鏡を持つ。そのため、各ミラー間にはつなぎ目があるが、優れた性能を持つ。各ミラーは補償光学装置によって支持されている。補償光学制御では、0.1秒毎に各ミラーを支える支持装置（アクチュエーター）を微調整し、重力によって各ミラーの位置が変わる事によって生じる主焦点系の変動を抑えることに寄与している。
6角形のミラーのうち、中心部のミラーは取り付けられていない。これは、主鏡主焦点部にある副鏡によって生じるロスを減らすことのみならず、カセグレイン焦点部が設置されていることによる。
また、望遠鏡本体を支持する架台は、経緯台方式である。これは、他の大型望遠鏡（5.0メートル以上の有効口径を持つ望遠鏡であるが、近年では1メートルクラスの望遠鏡でも行われている）と同じくして、コンピュータによる3軸精密制御が可能になったことによる。
なお、ケックI・ケックIIと呼ばれる、両望遠鏡とも構造はまったく同じものであり、ナスミス焦点系から導かれた光を、ドーム下にある施設内に設けられた光路を通り、施設内の干渉計室にて光赤外干渉計（光赤外干渉実験）として観測が可能である。
また、アメリカ航空宇宙局による光赤外干渉計計画（OHANA計画）では、ケックⅠ・Ⅱの両望遠鏡とサテライト望遠鏡5つを組み合わせた大型光干渉計として機能させている。

## 観測装置
- DEIMOS (Deep Imaging Multi-Obect Spectrograph) - 世界最大級の30cm口径の人造蛍石を搭載した、赤外分光撮像装置。
- HIRES (High　Resolution Echelle Spectrometer) - 1994年からケックI望遠鏡に常設されている高分散分光器。近紫外線～可視光～近赤外線までを高い波長分解能でカバーする

## 観測成果
- DEEP計画 - 宇宙の大規模構造について、探査を行うプロジェクト。現在も、続いている。
- 太陽系外地球型惑星発見 - ハワイ大学のプレスリリース。(英語)
- ケック天文台での観測結果による論文集 - ハワイ大学のアーカイブ（英語)